# フランチシェック・クレーベルク
フランチシェック・クレーベルク（Franciszek Kleeberg；1888年2月1日 - 1941年4月5日）は、ポーランドの軍人。少将（死後の1943年）。
タルノポリ出身。父は1863年の蜂起の参加者。1908年、テレジア軍事アカデミーを卒業し、オーストリア＝ハンガリー軍の砲兵隊に入る。1913年、参謀本部アカデミーに入校するが、卒業前に第一次世界大戦に従軍する。1915年、ユゼフ・ピウスツキが指揮するポーランド軍団に異動し、参謀職を占める。1917年7月から第1砲兵連隊副連隊長。
1918年10月、ポーランド軍に入隊し、ポーランド・ソビエト戦争に従軍。その後、フランスの高等軍事学校を卒業。1922年から参謀勤務。1925年11月からワルシャワ高等軍事学校科学学部長。1927年からグロドノの歩兵師団を指揮。1934年からグロドノの軍団区、その後第9軍団区（ブレスト・リトフスク）を指揮。第9軍団区には、第20歩兵師団（師団長：ウィルヘルム・ラヴィッチ大佐）、第30歩兵師団（レオポルド・ツェハク少将）、第38歩兵師団（アロイジー・ヴィル＝コナス大佐）、ノヴォグルト騎兵旅団（ヴワディスワフ・アンデルス少将）が存在した。
ポーランド侵攻開始後の1939年9月11日、第9軍団所属部隊から「ポレシエ」独立作戦集団（Samodzielna Grupa Operacyjna Polesie, SGO Polesie）が編制され、クレーベルクがその指揮官となった。9月14日から16日までブジェシチ要塞防衛を指揮し、17日から18日までコブルィンの戦いを指揮した。ポーランド軍の主力崩壊後も独ソ両軍に対して頑強な抵抗を示したが、部隊の弾薬・食料の欠乏により戦闘継続を断念し、10月5日にルブリン郊外のコツクにおいて投降した。
ドイツ軍の捕虜となったクレーベルクは、ザクセンのケーニヒシュタインに設置されていた将校捕虜収容所（Offizierlager, Oflag）IV-Bに収容されたが、心臓を患い、1941年4月5日にドレスデン市ヴァイサー・ヒルシュのドイツ軍病院で死去した。
1943年1月1日には、死後昇進として少将の階級が与えられた。